# Joaquín Oviedo
Pour les articles homonymes, voir Oviedo (homonymie).

a Compétitions nationales et continentales officielles uniquement.

b Matchs officiels uniquement.
Dernière mise à jour le 14 juin 2024.
Joaquín Oviedo, né le 17 juillet 2001 à Córdoba (Argentine), est un joueur de rugby à XV international argentin évoluant au poste de troisième ligne. Il joue avec l'USA Perpignan en Top 14 depuis 2021.

## Carrière

### En club
Joaquín Oviedo commence à jouer au rugby dans sa ville natale avec le Córdoba Athletic Club (en) à l'âge de onze ans, aux côtés de son frère aîné Leonel,. En 2019, il est champion d'Argentine en catégorie des moins de 19 ans. Plus tard en 2019, il commence sa carrière à l'âge de 18 ans avec l'équipe senior de son club, disputant le championnat de la région de Cordobà et le Nacional de Clubes,.
En 2021, il est retenu avec la franchise des Jaguares pour disputer la Súperliga Americana. Il joue son premier match le 21 mars 2021 contre les Colombiens des Cafeteros Pro, marquant un essai à cette occasion. Il est remplaçant lors de la finale de la compétition, que son équipe remporte face à Peñarol,. Il dispute un total de neuf rencontres lors la saison, et inscrit cinq essais.
En juillet 2021, il signe un contrat de trois saisons avec le club français de l'USA Perpignan, qui vient d'assurer son retour en Top 14,. Il joue son premier match sous ses nouvelles couleurs le 23 octobre 2021 contre l'Union Bordeaux Bègles.
En janvier 2024, alors qu'il est courtisé par plusieurs équipes de Top 14, il décide de prolonger son contrat avec l'USAP pour deux saisons supplémentaires,.

### En équipe nationale
Joaquín Oviedo représente l'équipe d'Argentine des moins de 18 ans en 2018, et remporte le championnat d'Amérique du Sud,. L'année suivante, il joue à nouveau avec cette sélection lors d'un tournoi quadrangulaire en Afrique du Sud,. 
En 2020, il joue avec l'équipe d'Argentine des moins de 20 ans, et dispute le championnat d'Amérique du Sud. Il ne dispute pas le championnat du monde junior, puisque celui-ci est annulé à cause de la pandémie de Covid-19.
Il est sélectionné pour la première fois avec l'équipe d'Argentine en juillet 2020, dans le pour préparer le Rugby Championship 2020,. Il ne joue aucun match officiel, mais participe à un match de préparation face à l'Australie en novembre 2020.
En 2021, il est considéré par World Rugby comme l'un des joueurs âgé de moins de 20 ans les plus prometteur du monde,. En juillet, il est à nouveau sélectionné avec les Pumitas pour un tournoi quadrangulaire en Afrique du Sud, que son équipe termine à la deuxième place,.
Plus tard la même année, il fait son retour avec les Pumas pour disputer le Rugby Championship 2021. Il obtient sa première cape internationale le 25 septembre 2021 à l'occasion d'un match contre l'équipe d'Australie à Townsville.
Il fait partie du groupe argentin sélectionné pour disputer la Coupe du monde 2023 en France, après avoir été appelé le 29 août en remplacement de Santiago Grondona blessé. Il joue seulement une rencontre comme remplaçant avec son équipe, à l'occasion du match de poule face au Chili.

## Palmarès

### En club
- Vainqueur de la Súperliga Americana en 2021 avec les Jaguares XV.

## Statistiques
Au 14 juin 2024, Joaquín Oviedo compte 2 cape en équipe d'Argentine, dont aucune en tant que titulaire, depuis le 25 septembre 2021 contre l'équipe d'Australie à Townsville.
Il participe à une édition du Rugby Championship, en 2021. Il dispute une rencontre dans cette compétition.